# Ionel Schein
Pour les articles homonymes, voir Schein.
Ionel Schein, né le 3 février 1927 à Bucarest en Roumanie et mort le 30 décembre 2004 à Paris, est un architecte, urbaniste et historien de l'architecture français.
Considéré par Frédéric Edelmann comme une « figure majeure » de l'architecture en France, il a notamment travaillé sur la mobilité.

## Formation
Après des études d'architecture, de 1945 à 1948, à l'Université de Bucarest, il quitte la Roumanie en 1948, s'installe à Paris et poursuit des études à l'École nationale supérieure des beaux-arts. Il y rencontre Claude Parent, avec qui il fonde une agence d'architecture en 1953, bien qu'aucun des deux ne fut inscrit à l'ordre des architectes.

## Parcours
L'association entre Ionel Schein et Claude Parent dura jusqu'en 1955. Ils remportent dès 1953 le premier prix d'architecture pour le concours de la Maison Française. Ils furent souvent dénoncés à l'ordre par des architectes en titre, mais à cette époque, seul le titre était protégé, et non l'action de construire. Ils déposaient donc des permis indiquant "conception architecturale", qu'ils obtenaient. André Malraux finit par les autoriser à devenir "architectes sur références", ce qui leur permit d'exercer la profession sans être pour autant diplômés.
En 1955, Ionel Schein fonde le Bureau pour l'étude des problèmes de l'habitat.
en 1956, son prototype de maison entièrement réalisée en matières plastiques, exposé au salon des Arts ménagers est remarqué par la presse et le public,. Réalisé grandeur nature, ce prototype suscite d'autres expérimentations mais n'est pas suivi de commandes. La même année, il présente un projet de cabine hôtelière mobile,.
En 1965, il est un des membres fondateurs du Groupe International d'Architecture Prospective (GIAP).
Il est considéré comme une figure majeure de l'architecture expérimentale en France, s'élevant dès les années cinquante, dans la revue d'architecture Le Carré Bleu, contre ce qu'il appelle l'« esprit de caste » des architectes français,.
En 1980, il conçoit la synagogue du Mouvement juif libéral de France, à Paris, avec le souci d'éviter toute « symbolique faussement judaïque » et d'effectuer une {{dé-dramatisation et [une] démythification de l'espace liturgique et de l'espace communautaire}} comme il l'indique dans un article de 1982.
Urbaniste, il s'élève notamment contre le développement des gratte-ciels à Paris. Il s'intéresse par ailleurs à ce qu'il appelle l'« espace drugstorien » dans le cadre de réflexions sur la polyvalence de l'espace urbain. À partir de 1956 il entreprend des recherches sur la mobilité, affirmant que « l'homme se défixera »,.
Il meurt le 30 décembre 2004 à Paris 15e.

## Expositions
- 1998 : « Ionel Schein », Londres, Barlett School[17]
- 1998 : « Ionel Schein, "Autour de la Maison en Plastique" », Tours, École des Beaux Arts[18],[19]
- 1999 : « Ionel Schein », Paris, École spéciale d'architecture[20]
- 1999 : « Schein, Coop Himmelblau, Tschumi », Marseille, École supérieure des beaux-arts[21]
- 2000 : « Vision and Reality », Copenhague, Musée Louisiana[22]
- 2001 : « Mobilité et migration », Bourges, Maison de la culture[23]
- 2005 : « Archilab », Tokyo, Musée Mori[24]
- 2013 : « Habiter les formes de la nature », Orléans, Carmes village[25]

## Publications
- Paris construit. Guide de l'architecture contemporaine, Vincent Fréal et Cie, 1961, 99 p.
- Le Corbusier : bâtisseur de sociétés, Architecture, 1965
- avec Anatole Kopp : Architecture et urbanisme soviétiques des années vingt : "ville et Révolution", Anthropos, 1967
- avec Antoien Haumont et Michel Ragon : Univers concentrationnaire ou urbanisme socialiste, Centre d'études socialistes, 1968, 44 p.
- Axiologie de l'aménagement du territoire, Vincent Fréal et Cie, 1969, 35 p.
- Espace global polyvalent, Vincent Fréal et Cie, 1970, 20 p.
- France en Roissy, Vincent Fréal et Cie, 1970
- « Ledoux et notre temps », dans Jacques Ohayon, Yvan Christ, Ionel Schein (dir.), L'oeuvre et les rêves de Claude-Nicolas Ledoux, Paris, Chêne, 1971.
- Pour Paris : aménagement d'une jungle, Vincent Fréal et Cie, 1972, 58 p.
- Caracas ou la difficulté d'être une ville, Vincent Fréal et Cie, 1972
- avec Justus Dahinden et Karl Schwanzer : Penser, sentir, agir, Bibliothèque des arts, 1973
- Ponts urbanisés, Ministère des affaires culturelles, 1976, 135 p.